# العلاقات الفرنسية اللاتفية
العلاقات الفرنسية اللاتفية هي العلاقات الثنائية التي تجمع بين فرنسا ولاتفيا.

## مقارنة بين البلدين
هذه مقارنة عامة ومرجعية للدولتين:
| وجه المقارنة                                              | فرنسا                                                    | لاتفيا                                             |
| --------------------------------------------------------- | -------------------------------------------------------- | -------------------------------------------------- |
| المساحة (كم2)                                             | 643.80 ألف                                               | 64.59 ألف                                          |
| عدد السكان (نسمة)                                         | 67.12 مليون                                              | 1.93 مليون                                         |
| الكثافة السكانية (ن./كم²)                                 | 104.26                                                   | 29.88                                              |
| العاصمة                                                   | باريس                                                    | ريغا                                               |
| اللغة الرسمية                                             | لغة فرنسية                                               | اللغة اللاتفية                                     |
| العملة                                                    | يورو، فرنك س ف ب، فرنك فرنسي، Livre tournois ‏            | يورو، لاتس لاتفي، الروبل اللاتفي ‏، الروبل اللاتفي ‏ |
| الناتج المحلي الإجمالي (بليون دولار)                      | 2.58 تريليون                                             | 30.26 مليار                                        |
| الناتج المحلي الإجمالي (تعادل القوة الشرائية) بليون دولار | 2.87 تريليون                                             | 49.24 مليار                                        |
| الناتج المحلي الإجمالي الاسمي للفرد دولار أمريكي          | 36.20 ألف                                                | 14.06 ألف                                          |
| الناتج المحلي الإجمالي للفرد دولار أمريكي                 | 39.33 ألف                                                | 23.55 ألف                                          |
| مؤشر التنمية البشرية                                      | 0.888                                                    | 0.819                                              |
| رمز المكالمات الدولي                                      | +33                                                      | +371                                               |
| رمز الإنترنت                                              | .fr، .bzh ‏، .tf، .re، .wf، .yt، .pm، .paris              | .lv                                                |
| المنطقة الزمنية                                           | أوروبا/باريس ‏، توقيت وسط أوروبا، توقيت وسط أوروبا الصيفي | ت ع م+02:00، ت ع م+03:00، أوروبا/ريغا ‏             |

## مدن متوأمة
في ما يلي قائمة باتفاقيات التوأمة بين مدن فرنسية ولاتفية:
- ترتبط لوريان مع فينتسبيلس باتفاقية توأمة منذ 1963.
- ترتبط بوردو مع ريغا باتفاقية توأمة منذ 1964.[17]
- ترتبط دونكيرك مع ريغا باتفاقية توأمة منذ 1960.
- ترتبط كابورج مع يورمالا باتفاقية توأمة.
- ترتبط Villebon-sur-Yvette [الإنجليزية]‏ مع سالدوس باتفاقية توأمة.
- ترتبط غرانفيل مع سيغولدا باتفاقية توأمة.
- ترتبط كاليه مع ريغا باتفاقية توأمة منذ 1964.
- ترتبط روي-مالميزون مع يلغافا باتفاقية توأمة منذ 28 يونيو 2007.
- ترتبط جوي ليه تور [الإنجليزية]‏ مع أوغره باتفاقية توأمة منذ 2005.
- ترتبط Marly, Nord [الإنجليزية]‏ مع فالميرا باتفاقية توأمة.

## منظمات دولية مشتركة
يشترك البلدان في عضوية مجموعة من المنظمات الدولية، منها:
| علم المنظمة | اسم المنظمة                               | تاريخ انضمام فرنسا | تاريخ انضمام لاتفيا |
| ----------- | ----------------------------------------- | ------------------ | ------------------- |
|             | الاتحاد الأوروبي                          | 25 مارس 1957       | 1 مايو 2004         |
|             | وكالة ضمان الاستثمار متعدد الأطراف        | 28 ديسمبر 1989     | 21 أغسطس 1998       |
|             | منظمة التعاون الاقتصادي والتنمية          | 7 أغسطس 1961       | 16 يونيو 2016       |
|             | الأمم المتحدة                             | 24 أكتوبر 1945     | 17 سبتمبر 1991      |
|             | الفريق المعني برصد الأرض                  | ?                  | ?                   |
|             | مركز تنسيق الحركة في أوروبا ‏              | ?                  | ?                   |
|             | منظمة حظر الأسلحة الكيميائية              | ?                  | ?                   |
|             | منظمة التجارة العالمية                    | 1995               | 1999                |
|             | منظمة الشرطة الجنائية الدولية             | ?                  | ?                   |
|             | منظمة الأمن والتعاون في أوروبا            | 25 يونيو 1973      | 10 سبتمبر 1991      |
|             | مؤسسة التنمية الدولية                     | 30 ديسمبر 1960     | 11 أغسطس 1992       |
|             | حلف شمال الأطلسي                          | 4 أبريل 1949       | 29 مارس 2004        |
|             | يونسكو                                    | 4 نوفمبر 1946      | 9 يوليو 1951        |
|             | مجلس أوروبا                               | 5 مايو 1949        | ?                   |
|             | الاتحاد البريدي العالمي                   | ?                  | ?                   |
|             | البنك الدولي للإنشاء والتعمير             | 27 ديسمبر 1945     | 11 أغسطس 1992       |
|             | اتفاقية السماوات المفتوحة                 | ?                  | ?                   |
|             | المنظمة الهيدروغرافية الدولية             | ?                  | ?                   |
|             | الاتحاد الدولي للاتصالات                  | 1866               | 11 ديسمبر 1921      |
|             | مؤسسة التمويل الدولية                     | 20 يوليو 1956      | 29 سبتمبر 1993      |
|             | المنظمة الأوروبية لسلامة الملاحة الجوية   | 1960               | 2011                |
|             | المركز الدولي لتسوية المنازعات الاستشارية | 20 سبتمبر 1967     | 7 سبتمبر 1997       |
|             | مجموعة أستراليا                           | 1985               | 2004                |
|             | مجموعة الموردين النوويين                  | ?                  | ?                   |

## أعلام
هذه قائمة لبعض الشخصيات التي تربطها علاقات بالبلدين:
- ساندرا كالنييت (سياسية لاتفية، 22 ديسمبر 1952 – )

## وصلات خارجية
- موقع وزارة الخارجية الفرنسية
- موقع وزارة الخارجية اللاتفية